# Thomas Hill (Maler)

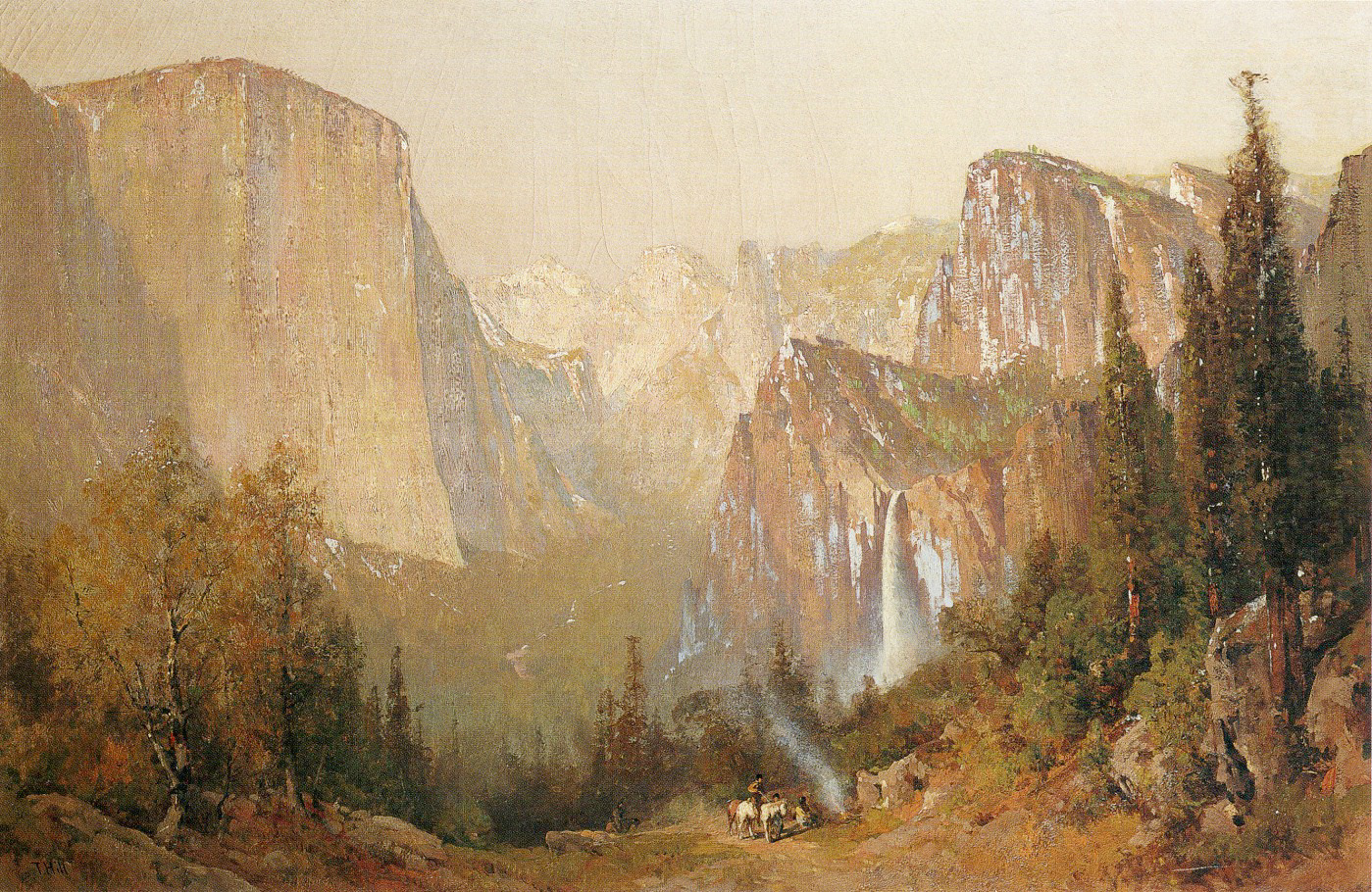
Yosemite Valley, 1900

Thomas Hill (* 11. September 1829 in Birmingham, England; † 30. Juni 1908 in Raymond, Kalifornien) war ein amerikanischer Maler, der vor allem für seine Landschaftsgemälde des amerikanischen Westens, insbesondere des Yosemite Valley, bekannt ist.

## Leben
Im Alter von 15 Jahren wanderte Thomas Hill mit seiner Familie in die Vereinigten Staaten aus und ließ sich in Taunton, Massachusetts, nieder. Dort arbeitete er zunächst als Kutschenmaler und Dekorateur. 1851 heiratete er Charlotte Elizabeth Hawkins, mit der er neun Kinder hatte. 1853 begann Thomas Hill ein Studium an der Pennsylvania Academy of Fine Arts unter Peter F. Rothermel. 1866 setzte er seine Studien in Paris bei Paul Meyerheim fort. Dennoch gilt Thomas Hill weitgehend als Autodidakt.
Anfang der 1860er Jahre zog Thomas Hill nach Kalifornien und ließ sich in San Francisco nieder. 1865 unternahm er seine erste Reise ins Yosemite Valley, das zu einem zentralen Motiv in seinem Werk wurde. 1883 richtete er sich ein Atelier im Yosemite Valley ein, um die beeindruckende Landschaft unmittelbar festhalten zu können.

## Werk

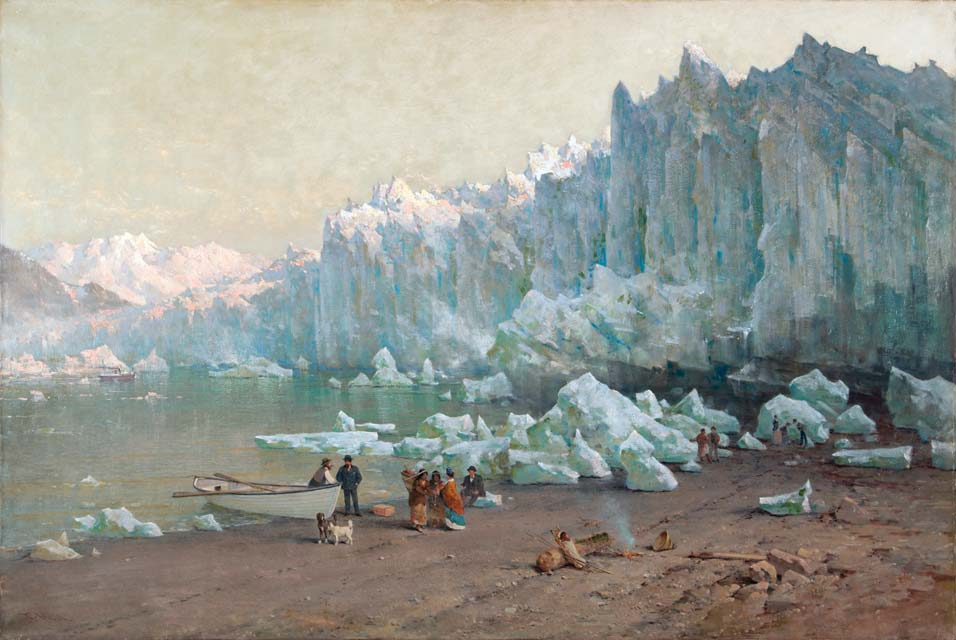
Muir Glacier, Alaska, zwischen 1887 und 1888. Oakland Museum of California

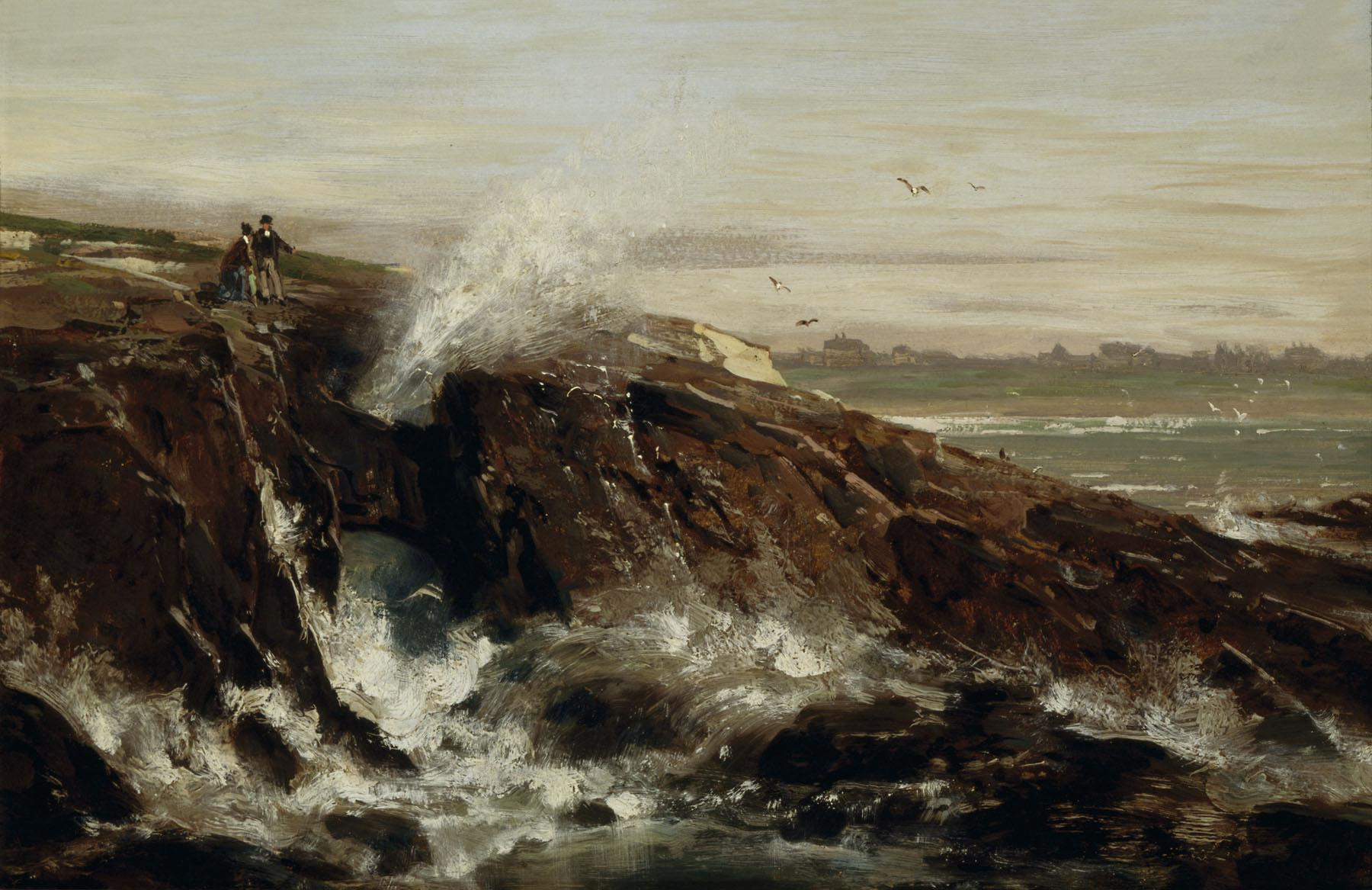
Land's end, San Francisco. Oakland Museum of California

Thomas Hill war bekannt für seine großformatigen Landschaftsgemälde, die die majestätische Schönheit des amerikanischen Westens einfangen. Seine Darstellungen des Yosemite Valley wurden für ihre naturgetreue Wiedergabe gelobt. Wie viele Vertreter der Hudson River School schätzte Hill das Malen im Freien und schuf im Laufe seines Lebens Tausende von Ölskizzen. 1858 stellte Hill in Boston 30 Gemälde aus, die als „sorgfältig nach Skizzen ausgeführt“ beworben wurden.
Während Thomas Hills gesamter Karriere war die Erkundung ein ebenso wichtiger Teil seines Erfolges wie seine naturgetreuen Skizzen. Hills Umzug nach Kalifornien im Jahr 1861 ermöglichte es ihm, neue geografische Regionen zu entdecken, aus denen er Material für seine Gemälde schöpfen konnte. Von nun an konzentrierten sich seine Werke auf kalifornische Landschaften wie Napa Valley, Russian River, Lake Tahoe und das Yosemite Valley.